# Monte Prato
Il monte Prato è un rilievo dei Monti Reatini, nell'Appennino centrale abruzzese.

## Descrizione
La montagna amministrativamente è situata nel Lazio, nel territorio comunale di Amatrice (RI). La cima, alta 1.813 m. s.l.m., si innalza (insieme al Monte Caciaro e al Monte Rota) lungo il crinale meridionale che scende dal Monte Pozzoni e fa dello spartiacque tra la valle del Velino a ovest e il bacino del Tronto a nord-est (Passo della Torrita).